# Eiseneier

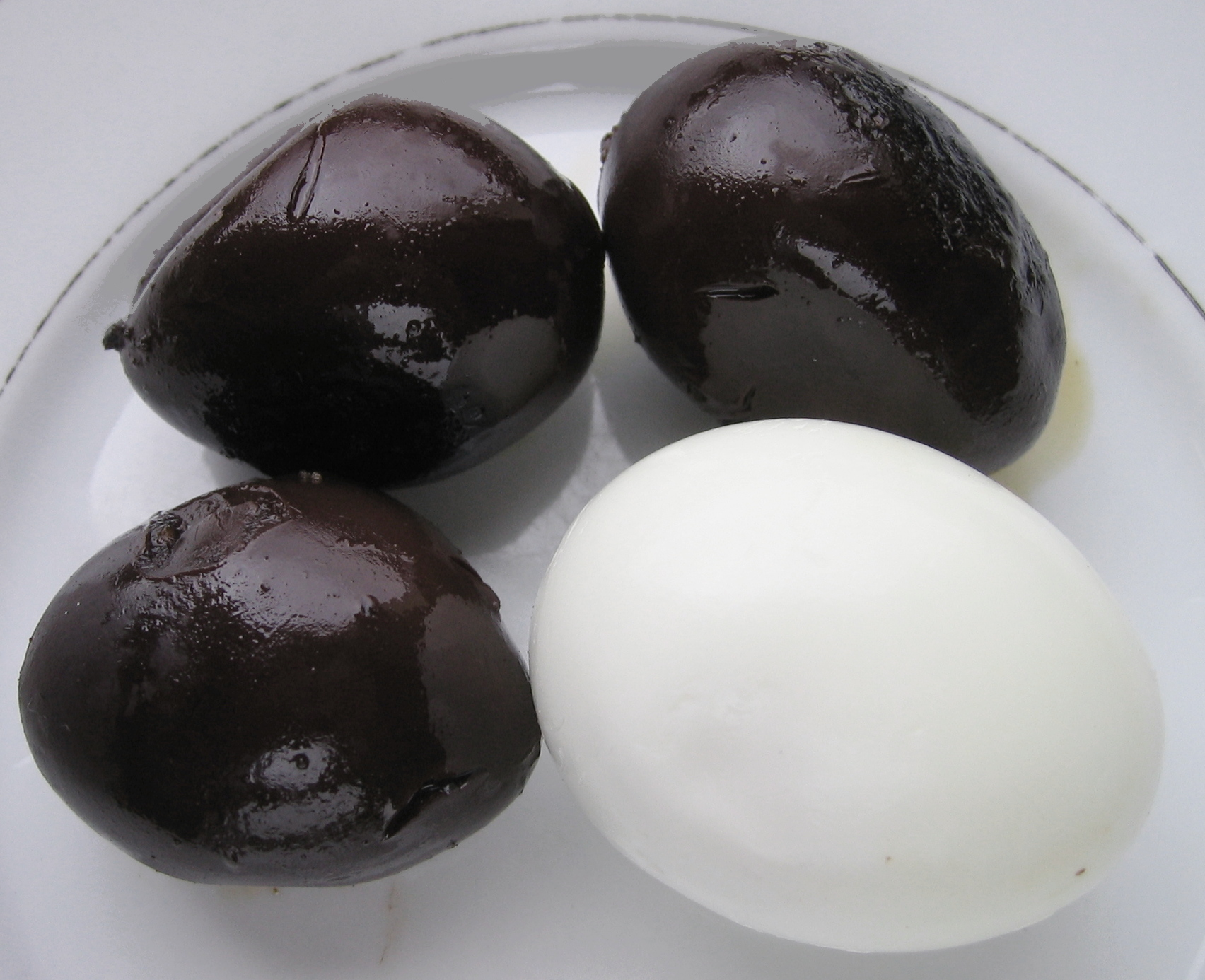
Drei Eiseneier, nach Rezept nachgekocht, im Vergleich mit einem gekochten und geschälten Hühnerei

Eiseneier (chinesisch 鐵蛋 / 铁蛋, Pinyin tiědàn) sind eine Eier-Spezialität aus Taiwan und gelten als Delikatesse. Das Rezept stammt aus dem Distrikt Tamsui von Neu-Taipeh.

## Geschichte
Nach der Überlieferung wurden die Eier ursprünglich vom Gastronomen Chang-nian Huang (黃張哖) kreiert. In der Stadt am Meer servierte er den Angestellten des Seehafens Snacks. An einem regnerischen Tag kamen weniger Kunden als gewöhnlich und Huang Zhangnian musste die lange gekochten, marinierten Eier (滷蛋 / 卤蛋,  lǔdàn), die er aus der Würzbrühe genommen hatte, bei niederer Flamme weiterkochen, um sie warm und keimfrei zu halten. Dieses Rotkochen, auch Stewing genannt, führte zur Trocknung und schließlich zum Schrumpfen der Eier, die dunkel, schmackhaft und zäh wurden und bei den Einheimischen äußerst gut ankamen. Huang gründete im Jahr 1946 ein neues Geschäft, das auf diesem Rezept beruhte und verkaufte diese Eiseneier unter der Marke Apotiedan (阿婆鐵蛋 / 阿婆铁蛋,  āpó tiědàn – „Großmutters Eiseneier“). Für das Rezept geeignet sind Hühner-, Tauben- oder Wachteleier, aber keine Enteneier. Die Popularität der Eiseneier dehnte sich bald weit über Taiwan aus und erreichte Afrika und den Nahen Osten.
Um 1980 begann eine Großproduktion der Eiseneier, die nach Fertigstellung vakuumverpackt und vor allem auf touristischen Märkten verkauft werden.

## Beschreibung
Das Gericht besteht aus kleinen Eiern, die mehrmals in einer Gewürzmischung geschmort und luftgetrocknet werden. Die Eier werden dadurch außen dunkelbraun, zäh und im Vergleich zu handelsüblichen gekochten Eiern sehr aromatisch. Der Geschmack wird als süß, würzig, leicht salzig mit einem intensiven Geschmack nach Ei und als Snack zu Getränken passend beschrieben.
Die in verschiedenen Quellen angegebene Kochzeit der Hühnereier schwankt zwischen zwei und drei Stunden, danach werden sie in einem Sud aus Sojasauce und Kandiszucker weiter gekocht, in den Gewürze hineingegeben werden: Grüner Kardamom, Gewürznelken, Zimt, Sternanis, Süßholzwurzel, nach Variationen Tee und Sichuanpfeffer. Dadurch entstehen die gummiartige Konsistenz und der intensiv würzige Geschmack. Mit Kochen und Trocknen zieht sich die Zubereitung bis zu drei Tage hin. In Vakuumfolie eingeschweißt wird eine Haltbarkeit bis zu drei Monaten erreicht.